# 후쿠로이시
후쿠로이시(일본어: 袋井市)는 일본 시즈오카현 남서부에 있는 도시이다.

## 지리
연간 일조 시간은 2,200시간 내외이며 일본 내에서도 일조 시간이 긴 지역 중 하나이다.

## 인접한 자치체
- 가케가와시
- 이와타시
- 슈치군 모리정

## 역사
구 후쿠로이시
- 1889년 - 야마나군 야마나정이 성립하였다.
- 1896년 - 이와타군이 야마나군을 편입하였다.
- 1909년 - 후쿠로이정으로 개칭하였다.
- 1928년 - 이와타군 가사이촌과 합병하였다.
- 1948년 - 슈치군 구도니시촌과 합병하였다.
- 1952년 - 이와타군 구도촌과 합병하였다.
- 1954년 - 이와타군 이마이촌과 합병하였다.
- 1955년 - 슈치군 야마나시정과 우가리촌이 합병해 야마나시정이 되었다. 후쿠로이정이 이와타군 미카와촌과 합병하였다.
- 1956년 - 이와타군 다하라정의 일부, 오가사군 가사하라촌의 일부와 합병하였다.
- 1958년 11월 3일 - 시로 승격하였다.
- 1963년 - 슈치군 야마나시정과 합병하였다.
- 2002년 - 2002 FIFA 월드컵 경기 개최지로 선정되었다(시즈오카 스타디움).

구 이와타군 아사바정
- 1955년 - 이와타군 히가시아사바촌, 니시아사바촌, 가미아사바촌, 사치우라촌이 합병해 아사바촌이 되었다.
- 1956년 - 정으로 승격해 이와타군 아사바정이 되었다.

현 후쿠로이시
- 2005년 4월 1일 - 구 후쿠로이시, 아사바정이 합병해 새로운 후쿠로이시가 되었다.

## 교통

### 철도
- 도카이 여객철도 도카이도 본선

### 도로
- 도메이 고속도로
- 국도 1호선
- 국도 150호선

## 인구
| 연도 | 인구   | ±%     |
| ---- | ------ | ------ |
| 1960 | 48,440 | —      |
| 1970 | 48,738 | +0.6%  |
| 1980 | 57,926 | +18.9% |
| 1990 | 68,966 | +19.1% |
| 2000 | 78,732 | +14.2% |
| 2010 | 84,831 | +7.7%  |

|                                                | |
| 후쿠로이시의 전국의 연령별 인구 분포（2005년） | 후쿠로이시의 연령·남녀별 인구 분포（2005년）                                                                              |
| ■자주색 ― 후쿠로이시 ■녹색 ― 일본전국          | ■파랑색 ― 남자 ■빨간색 ― 여자                                                                                             |
| · 후쿠로이시（에 해당되는 지역）의 인구추이    | |
| 일본 총무성 통계국 국세조사 결과               | |
|                                                | 이 그래프는 더 이상 지원되지 않는 레거시 그래프 확장 기능을 사용하고 있습니다. 새로운 차트 확장 기능으로 변환해야 합니다. |